# Beach Babes from Beyond
Pour plus de détails, voir Fiche technique et Distribution.
Beach Babes from Beyond ou Les Créatures de l'au-delà en France,  est une comédie américaine réalisée par David DeCoteau, sortie en 1993. 
Parmi les acteurs, on retrouve Joe Estevez qui est le frère de l'acteur Martin Sheen et l'oncle de Charlie Sheen, Emilio Estevez et Renée Estevez, Joey Travolta qui est le frère de John Travolta ainsi que Jackie Stallone qui est la mère de Sylvester Stallone. Don Swayze, qui joue aussi dans ce film, est le frère de Patrick Swayze. Il y a aussi Burt Ward, connut pour avoir joué le rôle de Robin dans la télésérie Batman de 1966 à 1968. 

## Synopsis
Une jeune femme extraterrestre, Xena (Sarah Bellomo), emprunte le vaisseau spatial de son père pour faire une balade dans l'espace en compagnie de deux amies, Luna (Tamara Landry) et Sola (Nicole Posey), mais elles tombent en panne de carburant de façon inattendue et doivent atterrir sur Terre. Elles se retrouvent sur la côte californienne, où elles s'amusent et font quelques rencontres avec des garçons. Bud (Joe Estevez), l'oncle de l'un de ces garçons qui veut juste sortir et s'amuser, est menacé de perdre sa maison de plage s'il n'investit pas d'argent dans les réparations. Les trois jeunes filles extraterrestres proposent alors de participer à un concours de bikini avec leurs créations originales pour tenter de gagner l'argent dont il a besoin, mais elles sont gênées par le créateur de vêtements qui ne reculera devant rien pour gagner.

## Fiche technique
- Réalisation : David DeCoteau
- Scénario : Bill Kelman et Alexander Sachs
- Producteur : Charles Band et Jerry Goldberg
- Musique : Reg Powell
- Photographie : James Lawrence Spencer
- Pays de production :  États-Unis
- Langue : anglais
- Date de sortie en vidéo : 
  - États-Unis : 16 décembre 1993

## Distribution
- Sarah Bellomo : Xena
- Tamara Landry : Luna
- Nicole Posey : Sola
- Joe Estevez : Oncle Bud
- Don Swayze : Gork
- Joey Travolta : Dr. Veg
- Burt Ward : Mr. Bun
- Jackie Stallone : Yanna
- Linnea Quigley : Sally
- Michael Todd Davis : Dave
- Ken Steadman : Jerry
- Michael Roddy : Ziggy
- Albert Mitchell : Harceleur
- Michelle Barker : Secrétaire
- Nikki Fritz : Mannequin
- C.C. Costigan : Mannequin
- Angela Cornell : Mannequin
- Elise Muller : Mannequin

## Suite
Ce film aura une suite, Beach Babes 2: Cave Girl Island, aussi réalisée par David DeCoteau et sortie en 1995, avec toutefois de nouvelles comédiennes dans les rôles principaux.